# Festival de Edimburgo

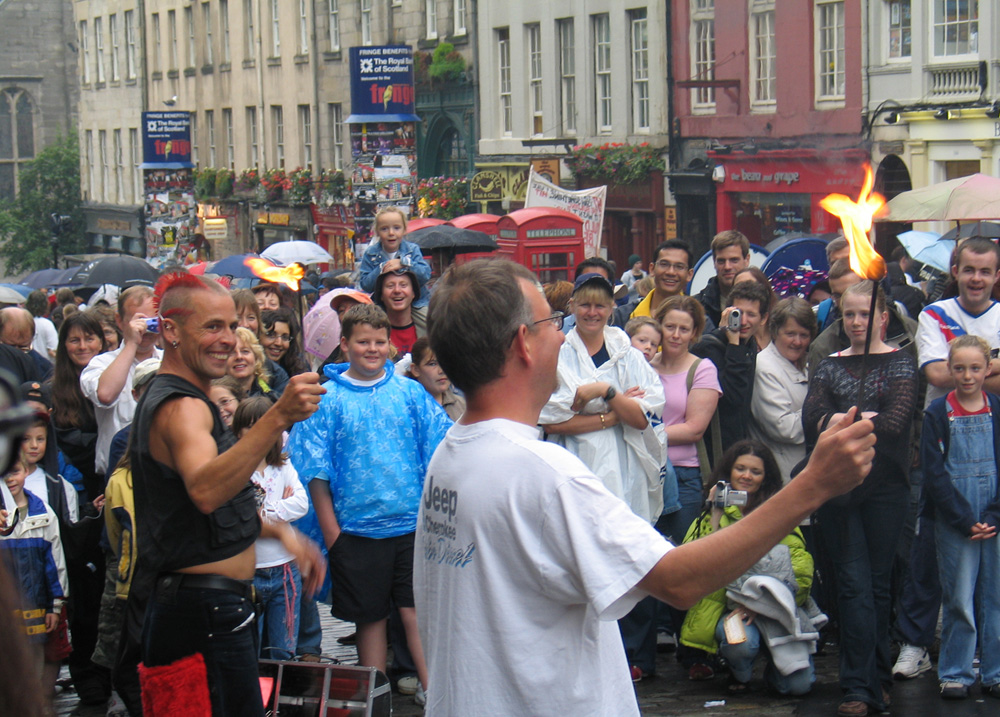
Apresentações de ruas

Festival de Edimburgo é uma série de festivais simultâneos de arte e cultura da cidade de Edimburgo, Escócia. Considerado o maior festival do mundo, chega a receber um milhão de pessoas, que acontece anualmente nas três últimas semanas de agosto desde 1947. 

## História
O Festival Internacional de Edimburgo foi criado em 1947 no pós-guerra com a finalidade de florecer o espírito humano. No mesmo ano, oito companhias teatrais organizaram um festival paralelo ao oficial, chamado Edimburgo Fringe ou simplesmente Fringe. O Festival Internacional e o Fringe permanecem desde 1947 sendo organizados separadamente. Através dos anos, outros festivais foram sendo criados em Edimburgo sendo que a maioria também acontecem no mês de agosto.

## Lista dos festivais
- Festival Internacional de Edimburgo desde 1947
- Fringe desde 1947
- Festival Inernacional de Filmes desde 1947
- Edinburgh Military Tattoo desde 1950
- Festival de Jazz e Blues desde 1978
- Festival Internacional do Livro desde 1983

## Festival Internacional de Edimburgo
Com apresentações de opera, teatro, música (especialmente música clássica) e dança. Em 1999, este festival mudou-se para o The Hub, construção em estilo gótico que é o ponto mais alto da parte central de Edimburgo. É considerado o festival oficial. 

## Fringe
O Fringe atrai sobretudo pelos espectáculos artísticos, principalmente o drama e a comédia (que tem crescido nos últimos anos), ainda que dança e música também apareçam consideravelmente. As atuações de teatro podem ir desde os clássicos da Grécia antiga, Shakespeare e Samuel Beckett, até novas obras. Entretanto, não há nenhum comitê de seleção para aprovar o espectáculo, o que faz com que as atuações possam ser de qualquer tipo. O Fringe é conhecido como uma espécie de escape que mostra obras experimentais que não seriam admitidas em festivais mais formais. A rivalidade entre o Fringe e o festival oficial foi normal nos anos 50, 60, e 70, mas tem desaparecido de maneira gradual, salvo em alguns momentos.

## Festival Internacional de Filme
Chamado de EIFF, acontece também no mês de agosto. Quando foi criado, em 1947, só havia dois festivais de filmes, de Veneza e de Cannes. Sua programação conta não somente com filmes de todos os gêneros mas como também com documentários, curta-metragens e clipes musicais. 

## Edinburgh Military Tattoo
Desfile de bandas militares britânicas (incluindo as escocêsas) e de várias partes do mundo. Desde 1950 é realizado ao lado do Castelo de Edimburgo com grande queima de fogos de artifício. As bandas militares locais, um dos destaques da festa, seguem a tradição das famosas gaitas de fole escocêsas.

## Festival Internacional do Livro
Acontece em agosto na Charlotte Square, no centro de Edimburgo. Geralmente frequentado por grandes autores como J. K. Rowling, Alexander McCall Smith, Ian Rankin e Irvine Welsh. Inaugurado em 1983, era bienal mas em 1997 passou a ser anual.